# Oxypilus inscriptus
Oxypilus inscriptus är en bönsyrseart som beskrevs av Max Beier 1955. Oxypilus inscriptus ingår i släktet Oxypilus och familjen Hymenopodidae. Inga underarter finns listade i Catalogue of Life.